# Vitinica
Vitinica é uma vila nos municípios de Zvornik (República Sérvia) e Sapna (Bósnia e Herzegovina).

## Dados demográficos
De acordo com o censo de 2013, a população do vilarejo de Vitinica era de 2.833 pessoas, com apenas duas delas vivendo na parte de Zvornik e 2.831 na parte de Sapna.
| Etnia               | Número | Percentagem |
| ------------------- | ------ | ----------- |
| bósnios             | 2.820  | 99,5%       |
| sérvios             | 2      | 0,1%        |
| outro/não declarado | 11     | 0,4%        |
| Total               | 2.833  | 100%        |